# Trasduttore piezoceramico
Il trasduttore piezoceramico è un dispositivo che percepisce le vibrazioni e gli impatti subiti da una struttura su cui è applicato, trasformando l'energia meccanica dell'impatto, e le vibrazioni conseguenti al medesimo, in segnale elettrico.